# George Gamow
George Anthony Gamow (rojen Georgij Antonovič Gamov, rusko Гео́ргий Анто́нович Га́мов), rusko-ameriški fizik, astrofizik in kozmolog, * 4. marec 1904, Odesa, Ruski imperij (danes Ukrajina), † 19. avgust 1968, Boulder, Kolorado, ZDA.
Gamow je odkril razpad α prek tunelskega pojava in raziskoval radioaktivni razpad atomskega jedra, razvoj zvezd, zvezdno nukleosintezo, nukleosintezo prapoka, nukleokozmogenezo in genetiko.